# Guînes
Guînes è un comune francese di 5 565 abitanti situato nel dipartimento del Passo di Calais nella regione dell'Alta Francia.

## Storia
Guînes è citata nel resoconto dell'itinerario di Sigerico di Canterbury che, attorno al 990 si recò a Roma per ricevere dalle mani del pontefice Giovanni XV il pallio; tale percorso nei secoli successivi sarebbe stato chiamato Via Francigena. In particolare la località rappresentava la LXXVIII tappa (submansio) ed era definita dall'arcivescovo di Canterbury Gisne.
Il nome della località successiva dell'itinerario, la LXXIX submansio, è sconosciuto.

## Società

### Evoluzione demografica
Abitanti censiti